# Hug (ナイトdeライトのシングル)
『hug』（ハグ）は、ナイトdeライトの通算17枚目のシングル。2020年1月に始まった、12カ月連続CDリリース企画の11枚目。2020年11月25日に発売。

## 概要
ナイトdeライトの16thシングル。
『grain』に続き、2020年の企画「12カ月連続CDリリース」の第11弾。
「12カ月連続CDリリース」でリリースされた各CDタイトルの頭文字を繋げると「Night de Light」となる仕掛けが施されている。

## 収録曲

### リスト
| #         | タイトル                           | 作詞       | 作曲・編曲 | 時間 |
| --------- | ---------------------------------- | ---------- | ---------- | ---- |
| 1.        | 「Just breathe」(feat. erikagrace) | 三橋恵之矩 | 三橋恵之矩 | 3:11 |
| 2.        | 「カラフル」                       | 田中満矢   | 田中満矢   | 4:46 |
| 3.        | 「最高のクリスマス」               | 長沢紘宣   | 長沢紘宣   | 4:48 |
| 合計時間: | 合計時間:                          | 12:45      |            |      |

### 収録曲について
1. Just Breathe feat. erikagrace
作詞/作曲:三橋恵之矩
コラボ曲。
メロディーラインが2つある。
2. カラフル
作詞/作曲:田中満矢
3. 最高のクリスマス
作詞/作曲:長沢紘宣
ナイトdeライト初のクリスマスソング。
長沢が、セイコーマートのクリスマスCMに採用してもらおうと提出したところ、「既に決まっている」ということで2020年のCMには採用されなかった。